# Powelliphanta
Genre
Powelliphanta est un genre de grands escargots terrestres de la famille des Rhytididae (en) que l'on ne trouve qu'en Nouvelle-Zélande. Ils sont carnivores : ils mangent des invertébrés, principalement des vers de terre indigènes. Souvent limités à de très petites zones de forêt humide, ils sont victimes de mammifères prédateurs introduits et de nombreuses espèces du genre sont menacées ou en voie de disparition.

## Taxonomie
Powelliphanta a été initialement décrit par A.C. O'Connor en 1945 comme un sous-genre des escargots kauri, Paryphanta (en). Ils ont été nommés « en reconnaissance du grand service rendu à l'étude de la famille par M. A. W. B. Powell (en) » , et en raison de leur ressemblance avec les espèces du genre Paryphanta.

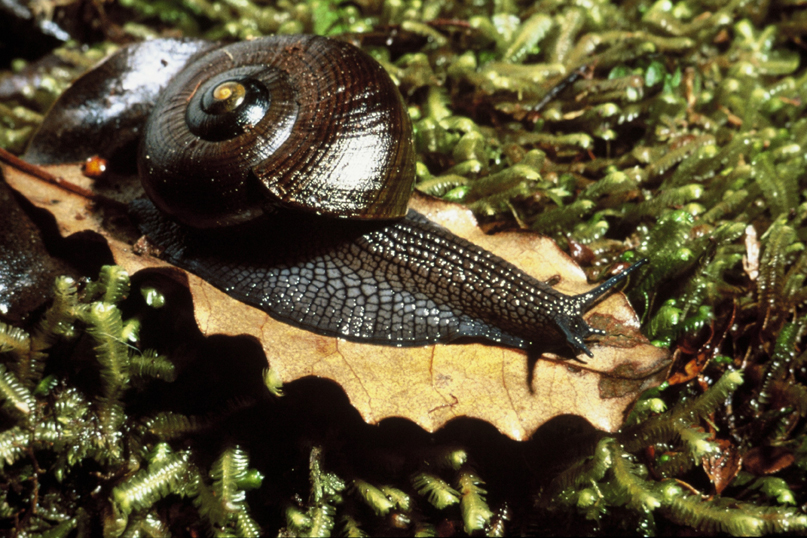
Powelliphanta lignaria johnstoni (en) près du Mokihinui, sur l'île du Sud.
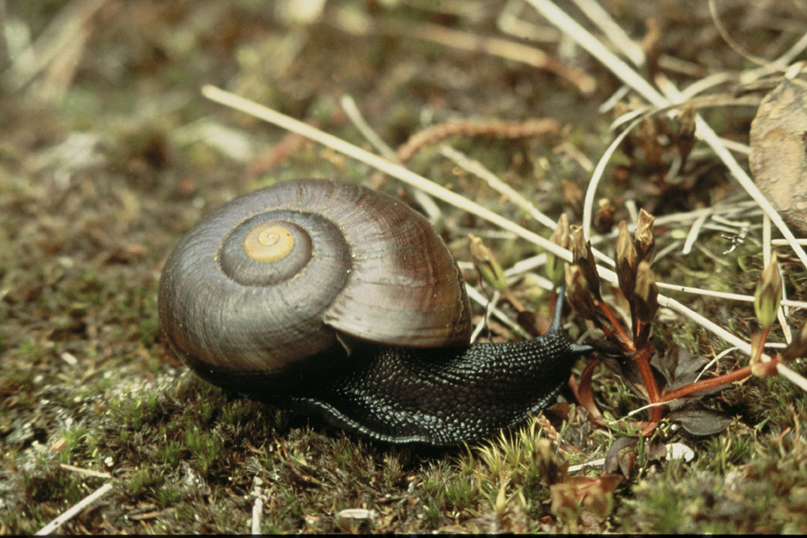
Powelliphanta marchanti.
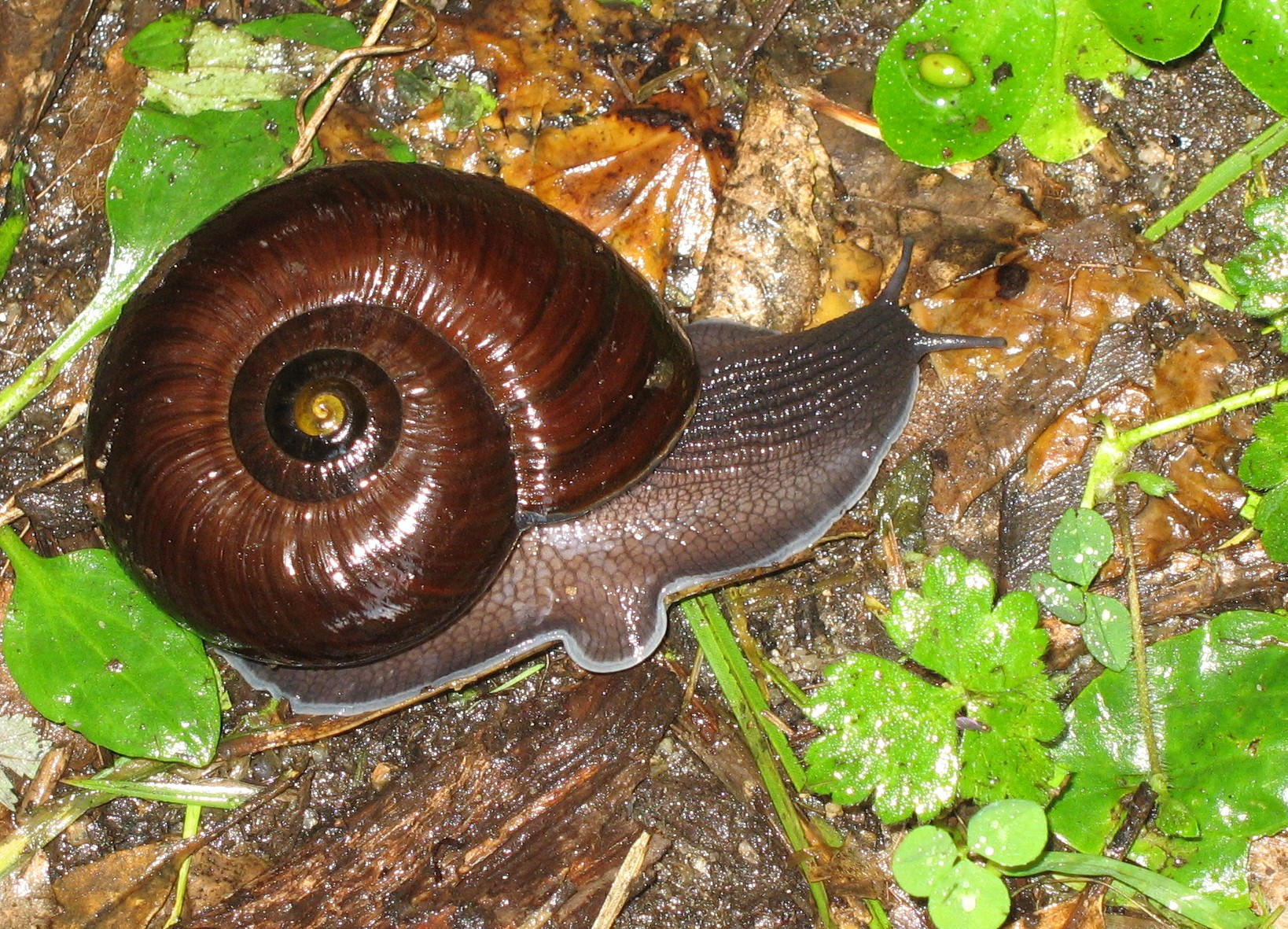
Powelliphanta annectens (en).
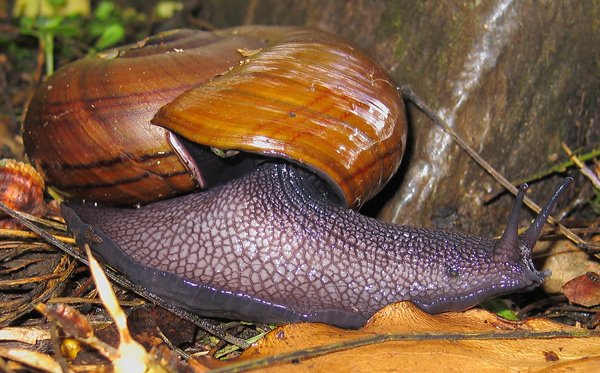
Powelliphanta hochstetteri hochstetteri (en).

En 1977, Climo a élevé Powelliphanta au rang de genre, ne laissant que deux espèces dans Paryphanta. Il existe au moins 21 espèces et 51 sous-espèces dans le genre. La relation entre les espèces est complexe et il a été suggéré que le groupe Powelliphanta gilliesi-traversi-hochstetteri-rossiana-lignaria-superba forme une espèce en anneau.

## Distribution
Les espèces du genre Powelliphanta sont endémiques de Nouvelle-Zélande.  Dans l'île du Nord, on les trouve du lac Waikaremoana à la côte de Kapiti (en), et dans l'île du Sud, des Marlborough Sounds au Fiordland et au Southland. Ils sont les plus variés dans les montagnes au nord-ouest de Nelson et du nord de Westland. Certaines espèces ont une distribution extrêmement restreinte, comme Powelliphanta gilliesi brunnea, que l'on ne trouve que dans un vestige de forêt côtière d'un hectare.

## Habitat
Ces escargots vivent principalement dans la forêt indigène humide. Certains vivent dans la forêt de plaine, comme P. traversi traversi, qui est menacé au niveau national et possède sa propre réserve de 10 ha de forêt de kahikatea et de marais de raupo près de Levin. D'autres espèces vivent dans la forêt des hautes terres, ou même sous les graminées à touffes au-dessus de la limite des arbres. Plusieurs espèces n'habitent que les forêts sur des sols calcaires ; ils ont besoin de calcium pour construire leurs coquilles et leurs œufs, et l'obtiennent en mangeant des invertébrés (y compris d'autres escargots) qui ont absorbé le calcium de l'environnement calcaire. Powelliphanta nécessite un environnement humide car, contrairement aux autres escargots terrestres, ils ne peuvent pas fermer leur coquille avec une membrane muqueuse protectrice (épiphragme).

## Description

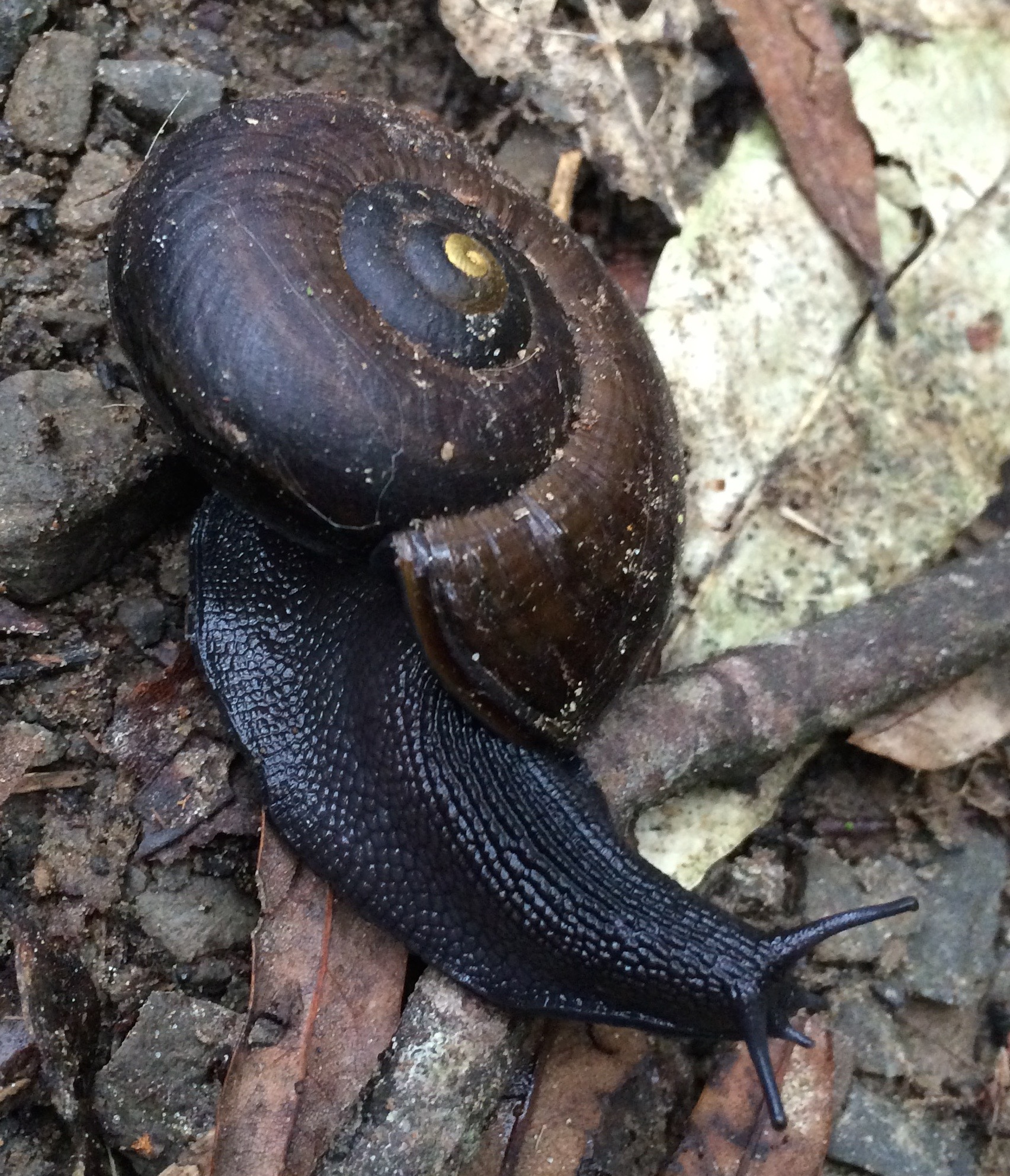
Powelliphanta traversi traversi au lac Papaitonga, sur l'île du Nord.

La coquille de la plus grande espèce, Powelliphanta superba prouseorum, peut atteindre 9 cm de diamètre et l'animal peser jusqu'à 90 g. Les coquilles caractéristiques du genre ont des motifs délicats et se déclinent dans toute une gamme de nuances, du brun ou du rouge au jaune ou au noir.
La structure de ces coquilles est très délicate, avec une couche de carbonate de calcium très fine, recouverte d'une couche chitineuse externe plus épaisse (le périostracum). Ces escargots ont besoin d'un environnement humide, sinon la couche externe sèche, se contracte et se fend ; cela se produit parfois dans les musées, si leurs coquilles ont été stockées au sec.

## Mode de vie
Les Powelliphanta sont carnivores, se nourrissant principalement de vers de terre ou de limaces. Ils sont nocturnes et vivent pendant la journée enfouis sous la litière de feuilles et les branches. Powelliphanta utilise une radula rudimentaire pour dévorer sa proie : une ceinture de dents en forme de langue, qui racle des morceaux de chair dans l'œsophage. Loin d'être avalées entières, les proies sont soumises à un raclage prolongé.
Les Powelliphanta peuvent vivre 20 ans ou plus et se reproduisent tardivement : ils  n'atteignent leur maturité sexuelle que vers 5 ou 6 ans. Ce sont des hermaphrodites, disposant à la fois d'organes sexuels mâles et femelles. Ils pondent chaque année 5 à 10 gros œufs (de la taille d'un haricot), qui ont une fine coquille de carbonate de calcium rose, comme un petit œuf d'oiseau. Ces œufs mettent 2 à 6 mois pour éclore chez les espèces de plaine, 12 à 14 mois pour les espèces de haute altitude.

## Fossiles
Originaires du supercontinent Gondwana il y a plus de 235 millions d'années, ces escargots ont été isolés en Nouvelle-Zélande depuis sa séparation de l'Australie il y a environ 80 millions d'années, et ont évolué en de nombreuses espèces distinctes.

## Statut de conservation

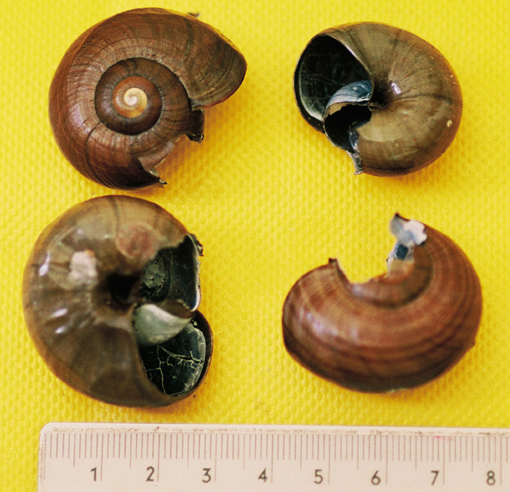
Coquilles de Powelliphanta traversi consommés par des phalangers.

La plupart de ces escargots sont gravement menacés ou même en danger d'extinction. Leur principal prédateur naturel est un oiseau endémique, le weka, mais ils n'ont pas de défenses contre les mammifères prédateurs introduits comme les phalangers-renards (Trichosurus vulpecula), les porcs, les hérissons et les rats. Il a été démontré que les phalangers mangent jusqu'à 60 escargots par nuit[réf. nécessaire]. La modification de l'habitat et le piétinement par les animaux introduits comme les chèvres, les cerfs et les bovins représentent aussi une menace.
Le contrôle des mammifères prédateurs est désormais essentiel à la survie de Powelliphanta, et de nombreux plans de rétablissement sont entrepris par le Ministère de la conservation. Après la dispersion aérienne de fluoroacétate de sodium (1080), le nombre de P. "Anatoki Range" a triplé sur les sites du parc national de Kahurangi, avec un grand nombre de juvéniles. Avant d'appliquer le 1080, on y trouvait 54 escargots sur une grille de 500 mètres carrés. Un an après la dispersion du 1080, on a trouvé 147 escargots sur la même parcelle[réf. souhaitée]. Entre 1994 et 2010, une série de trois dispersions aériennes de 1080 sur les 3 430 ha du parc forestier de Ruahine a abouti à des augmentations significatives du nombre de Powelliphanta marchanti.
Les sous-espèces Powelliphanta gilliesi brunnea et Powelliphanta traversi otakia sont les plus menacées. La Liste rouge de l'UICN indique pour Powelliphanta marchantii un risque plus faible, quasi menacé.
Il est illégal depuis 1982 de ramasser des coquilles de Powelliphanta ; la collecte d'animaux vivants pour leurs coquilles a peut-être rendu certaines espèces plus rares, mais d'autres doivent aussi consommer des coquilles abandonnées pour récupérer le calcium qui les constitue.

## Espèces
Le genre Powelliphanta comprend les espèces suivantes :
| - Powelliphanta annectens - Powelliphanta augusta - Powelliphanta fiordlandica - Powelliphanta gilliesi - Powelliphanta hochstetteri (espèce type) - Powelliphanta lignaria - Powelliphanta marchanti - Powelliphanta patrickensis - Powelliphanta rossiana - Powelliphanta spedeni - Powelliphanta superba - Powelliphanta traversi | Espèces non-décrites - Powelliphanta "Anatoki Range" - Powelliphanta "Baton" - Powelliphanta "Buller" - Powelliphanta "Egmont" - Powelliphanta "Garibaldi" - Powelliphanta "Haast" - Powelliphanta "Kirwans" - Powelliphanta "Lodestone" - Powelliphanta "Matakitaki" - Powelliphanta "Matiri" - Powelliphanta "Maungaharuru" - Powelliphanta "Nelson Lakes" - Powelliphanta "Owen" - Powelliphanta "Parapara" - Powelliphanta "Urewera" - Powelliphanta "vittatus" |

## Dans la culture
Un Powelliphanta dessiné par Dave Gunson est apparu sur un timbre-poste néo-zélandais de 40 cents émis en octobre 1997.